# 楊白
楊白，东汉末期人物，張魯的部下。一说杨白与张鲁部将杨昂即同一人。

## 生平
馬超寄身張魯之处，向張魯借兵，以图回復失地，攻打涼州，不得勝利。当時，楊白非難馬超的能力。張魯想把女儿嫁给馬超，属下有人反对：「有人若此不爱其亲，焉能爱人？」是否为楊白進言不明。所谓「不爱其亲」即潼关之战前，馬超怀疑曹操要攻打他，于是起兵，結果马氏一族連坐被杀之事。马超听说杨白诋毁他，于是从武都逃入氐中，转奔往蜀投靠刘备。

## 三國演義
小説《三國演義》里作楊柏。張魯佞臣楊松（演義虚构人物）的弟弟。張魯想把女儿嫁给馬超，楊柏反对：「马超妻子遭惨祸，马超自己贻害。主公（張魯）怎能把女儿嫁给他」张鲁听从其言，遂罢招婿之议。激怒了馬超，有杀杨柏之意。杨柏知道後，与兄长杨松商议，也有谋害马超之心。劉璋被劉備攻打，向張魯求援。张鲁派遣楊柏监军馬超，出兵救援劉璋。魏延哨马先到关下，正遇杨柏。魏延与杨柏交战，不十合，杨柏败走。諸葛亮派李恢劝说馬超归降劉備，马超唤入杨柏，一剑斩杀，首级献给刘备。